# Басмыльский каганат
Басмыльский каганат — каганат, образованный племенем басмылов в результате распада Второго Восточно-тюркского каганата. Первым и последним каганом басмылов считается Седе Иши из рода Ашина.
В 742 году уйгуры, карлуки и басмылы объединившись, уничтожили Восточно-Тюркский каганат. Вождь басмылов, Ашина Седе Иши (согласно трудам Бичурина — Геде-Иши-хан), был провозглашен верховным правителем и принял титул каган. Но в 744 году объединённые силы уйгуров и карлуков разбили басмылов и убили кагана. Седе Иши-кагану отрубили голову и отправили её в Чанъань с предложением признать за Пэйло титул Кутлуг-Бильге и Кюль-хан. Возглавивший остатки разбитых басмалов старейшина бежал в Бэйтин (древний Алмалык)[уточнить], но, не видя возможности там удержаться, бросив свой народ, уехал в Китай. Остатки басмылов, теснимые карлуками, подчинились уйгурам.